# Reginald Bevins
John Reginald Bevins (20 août 1908 - 16 novembre 1996) est un homme politique conservateur britannique qui est député de Liverpool pendant quatorze ans. Il sert dans les gouvernements des années 1950 et 1960, jouant un rôle important dans l'établissement de la télévision indépendante.

## Jeunesse
Né à Liverpool, Lancashire, dans une famille de cinq enfants, il fait ses études à la Dovedale Road School, puis à la Liverpool Collegiate School. Il rejoint le monde des assurances, et s'intéresse également à la politique : il adhère au Parti travailliste. En 1935, il est élu au conseil municipal de Liverpool.
Au début de la Seconde Guerre mondiale, Bevins s'enrôle dans la Royal Artillery. Il sert comme mitrailleur en 1940 et est stationné au Moyen-Orient et en Europe. Il termine sa période de service en tant que major dans le Royal Army Service Corps et devient un fervent partisan du Parti conservateur. À la fin de la guerre, il demande immédiatement une candidature parlementaire et est choisi pour briguer le siège travailliste de West Toxteth où il perd par 4 814 voix, sur une oscillation pro-travailliste bien inférieure à la moyenne nationale.

## Carrière parlementaire
Bevins, qui est resté au conseil municipal après son changement de parti, devient une figure populaire de la Liverpool Conservative Association. En 1947, il est choisi pour se présenter àLiverpool Edge Hill lors d'une élection partielle. Bien qu'il n'ait pas gagné, il réduit la majorité travailliste à moins de 2 000 voix. Les changements de limites annoncés l'année suivante créent un siège à Liverpool Toxteth, et le député en exercice d'East Toxteth Patrick Buchan-Hepburn, choisit de se présenter à Beckenham. Bevins est choisi pour tenter de conserver le nouveau siège des conservateurs.
Il l'emporte aux élections générales de 1950 par 2 620 voix. Lorsque le Parti conservateur revient au pouvoir en 1951, Bevins est nommé secrétaire parlementaire privé du ministre du Logement et des Gouvernements locaux, Harold Macmillan. Sa connaissance des problèmes de logement municipal de Liverpool est précieuse pour le ministre qui mène une campagne de logement. En novembre 1953, il entre lui-même au gouvernement en tant que secrétaire parlementaire du ministère des Travaux publics.

## Entrée au gouvernement
Macmillan devient Premier ministre en janvier 1957 et nomme Bevins au ministère du Logement et des Gouvernements locaux. Il joue un rôle important au Parlement concernant la loi sur les loyers de 1957, qui supprime le contrôle des loyers et est très controversée. Après les élections générales de 1959, Bevins est nommé ministre des Postes, le plaçant à la tête d'un ministère. Bien que le poste ne soit pas dans le cabinet de Macmillan et plutôt bas dans les priorités formelles, il a une influence plus élevée que cette situation ne le laisserait penser. Bevins est également nommé au Conseil privé.
La télévision figure  parmi les responsabilités du ministre des Postes. Bevins est, comme Macmillan, un partisan de la télévision commerciale, que de nombreux membres du Parti conservateur considèrent alors comme non britannique. Il bénéficie des conseils d'un ami de Macmillan, Norman Collins (en), qui est impliqué dans Associated TeleVision (ATV). Bevins a un rôle délicat car la rentabilité potentielle du nouveau média de divertissement est élevée ; Bevins observe que lorsque Roy Thomson (en) déclare que la télévision commerciale est « une licence pour imprimer de l'argent », il a été plus indiscret qu'inexact. En novembre 1962, Bevins est appelé par des journalistes qui l'interrogent sur le nouveau programme satirique de la BBC That Was The Week That Was ; Bevins dit qu'il a l'intention de faire quelque chose à ce sujet. Cependant, Macmillan lui envoie immédiatement une note lui disant de ne rien faire.
Après l'Attaque du train postal Glasgow-Londres en août 1963, Bevins est critiqué pour son laxisme en matière de sécurité car le vol a eu lieu dans un train postal. Il intervient pour augmenter la sécurité, mais résiste aux appels à la police armée pour garder les trains. En octobre, Bevins est choqué par le choix de Sir Alec Douglas-Home comme nouveau Premier ministre (pour remplacer Macmillan), car il pense que Douglas-Home fait partie du leadership traditionnel de la classe supérieure des conservateurs qui auraient du mal à obtenir le soutien de l'électorat.
Les négociations salariales des travailleurs de la General Post Office de 1964 sont particulièrement tendues. Le gouvernement mène une politique des revenus, mais Bevins fait pression pour une offre de 5% ; le Cabinet insiste sur une offre inférieure, ce qui entraîne une menace de grève. Le règlement final est de 6,5%, et Bevins finit par être blâmé pour avoir alimenté l'inflation des salaires ; il a du ressentiment, au motif que sa propre approche aurait conduit à une proposition inférieure.

## Fin de carrière
Aux élections générales de 1964, Bevins perd son siège. Il déclare immédiatement qu'il n'aurait aucune autre implication politique jusqu'à ce que l'establishment de la classe supérieure quitte la direction conservatrice. Bien qu'il soutienne Reginald Maudling, il applaudit l'élection d'Edward Heath en 1965. Il savait qu'il n'aurait aucune chance de revenir en politique et écrit un livre intitulé The Greasy Pole, qui exprime son amertume. Il appelle également à des réformes de la procédure parlementaire pour réduire la semaine parlementaire à trois jours et pour ne siéger que 20 semaines dans l'année.
Bevins travaille pour Francis Industries, une société d'ingénierie. Son fils Anthony Bevins est journaliste politique.